# أيزاياه بنجامين سكوت
أيزاياه بنجامين سكوت (بالإنجليزية: Isaiah Benjamin Scott) هو قسيس أمريكي، ولد في 30 سبتمبر 1854، وتوفي في 4 يوليو 1931.